# Dayton (Tennessee)
Dayton is een plaats (city) in de Amerikaanse staat Tennessee, en valt bestuurlijk gezien onder Rhea County.

## Demografie
Bij de volkstelling in 2000 werd het aantal inwoners vastgesteld op 6180.
In 2006 is het aantal inwoners door het United States Census Bureau geschat op 6661, een stijging van 481 (7.8%).

## Geografie
Volgens het United States Census Bureau beslaat de plaats een oppervlakte van
16,5 km², waarvan 15,9 km² land en 0,6 km² water.
Dayton ligt aan een kleine zijrivier van de Tennessee River.

## Geschiedenis
In 1925 werd het plaatsje bekend door de daar gehouden rechtszaak die bekend werd als de Scopes Trial.

## Plaatsen in de nabije omgeving
De onderstaande figuur toont nabijgelegen plaatsen in een straal van 32 km rond Dayton.